# Kantox
Kantox es una empresa de la industria financiera Fintech que ofrece soluciones a problemas de gestión de divisas y pagos internacionales para empresas. La compañía nació a partir de la necesidad de eliminar a los bancos como intermediarios en el proceso de acceso al mercado de divisas, con el objetivo de abaratar costes y evitar el tiempo de gestión de operaciones a sus clientes.
Además Kantox es miembro fundador de las asociaciones francesas y españolas de tecnología financiera, que trabajan para lograr una mayor presencia de Fintech en el sector financiero de sus respectivos países.

## Historia
Kantox fue fundada en 2011 por Philippe Gelis y Osvaldo de Jesús pesoa  y Antonio Rami, antiguos consultores de Deloitte, quienes se percataron de la necesidad de poner en el mercado una solución tecnológica alternativa para responder a las necesidades de cambio de divisas de las empresas.
El nombre de la empresa se inspira en el apellido de Georg Cantor, el creador de la teoría de los números transfinitos (teoría que es fundamental en el desarrollo del estudio matemático en los últimos años del siglo XIX), y es que los fundadores de Kantox querían que el nombre reflejara la naturaleza semi-infinita de este mercado.
En el año 2014, Kantox cerró una ronda de inversión de 6.4 millones de euros y, un año después, alcanzaba el hito de los primeros 1.000 millones de dólares en volumen total de transacciones. Ocho meses después, la compañía alcanzaba los 2.000 millones de dólares en transacciones gracias a sus más de 2.000 clientes. En el año 2015, operaban en el mercado de divisas, que, según el Banco de Pagos Internacionales movía un volumen diario de 5.300 billones de dólares.

## Premios y reconocimientos
- En 2014, Kantox fue galardonada con el premio a la innovación de Deloitte.
- Fue nombrada start-up del año 2014 por ESADE Alumni.

- El banco Sabadell le otorgó el premio en emprendimiento digital del FICOD (Foro Internacional de Contenido Digital).

- En 2015, Kantox fue nombrada Fintech del año en los premios europeos ICT Spring.

Además, la empresa ha tenido eco en publicaciones financieras internacionales como Financial Times, Wall Street Journal y Forbes

## Regulación
Como compañía registrada en el Reino Unido, Kantox está autorizada como entidad de pago por la Financial Conduct Authority (FCA) de acuerdo con lo dispuesto en la Payment Services Regulations 2009 (PSR). Además, Kantox está registrada por (HMRC) con número de registro 12641987.

## Inversores
Kantox ha recibido financiación a través de varias rondas de inversión. Entre sus inversores principales destacan firmas de capital riesgo como Partech Ventures, IDinvest Partners y Cabiedes Partners, aparte de inversores privados y emprendedores digitales. Recientemente, en mayo de 2015, Kantox cerró una ronda de financiación de 11 millones de dólares de sus inversores.